# 187-я бригада эскадренных миноносцев
187-я бригада эскадренных миноносцев (сокращённо 187-я БЭМ) — соединение Черноморского флота ВМФ СССР, действовавшее с 1951 по 1961 годы.

## История соединения
В связи с поступлением на Эскадру Черноморского флота в начале 1950-х годов эскадренных миноносцев проекта 30-бис в 1951 году в составе эскадры была сформирована 187-я бригада эскадренных миноносцев. В состав соединения входило 9 эсминцев проекта 30-бис.
187-я БЭМ получила на флоте неофициальное прозвище «королевская бригада» за особое расположение к ней командующего Черноморским флотом в 1951—1955 годах, а затем первого заместителя Главнокомандующего ВМС и Главнокомандующего адмирала С. Г. Горшкова, что «делало службу в ней предметом устремлений многих „миноносников“». За три года (1952—1954) «королевская бригада» завоевала восемь призов ВМФ за артиллерийские, торпедные стрельбы и минные постановки. Под флагом первого командира соединения Н. И. Никольского на 187-й бригаде прошли командирскую школу многие будущие адмиралы.
В апреле 1961 года на основании закона о новом значительном сокращении Вооружённых сил СССР Эскадра ЧФ была расформирована, вместе с эскадрой была расформирована и 187-я бригада эскадренных миноносцев. Корабли бригады были переданы в состав 50-го дивизиона кораблей резерва 150-й БЭМ.

## Известные командиры соединения
- С мая 1951 — январь 1954 — капитан 1 ранга, с 3 августа 1953 — контр-адмирал Никольский, Николай Иванович[5];
- С июня 1954 по октябрь 1956 — Иванов, Николай Григорьевич[6].
- капитан 1 ранга Николай Проничкин.